# Areál lesních her

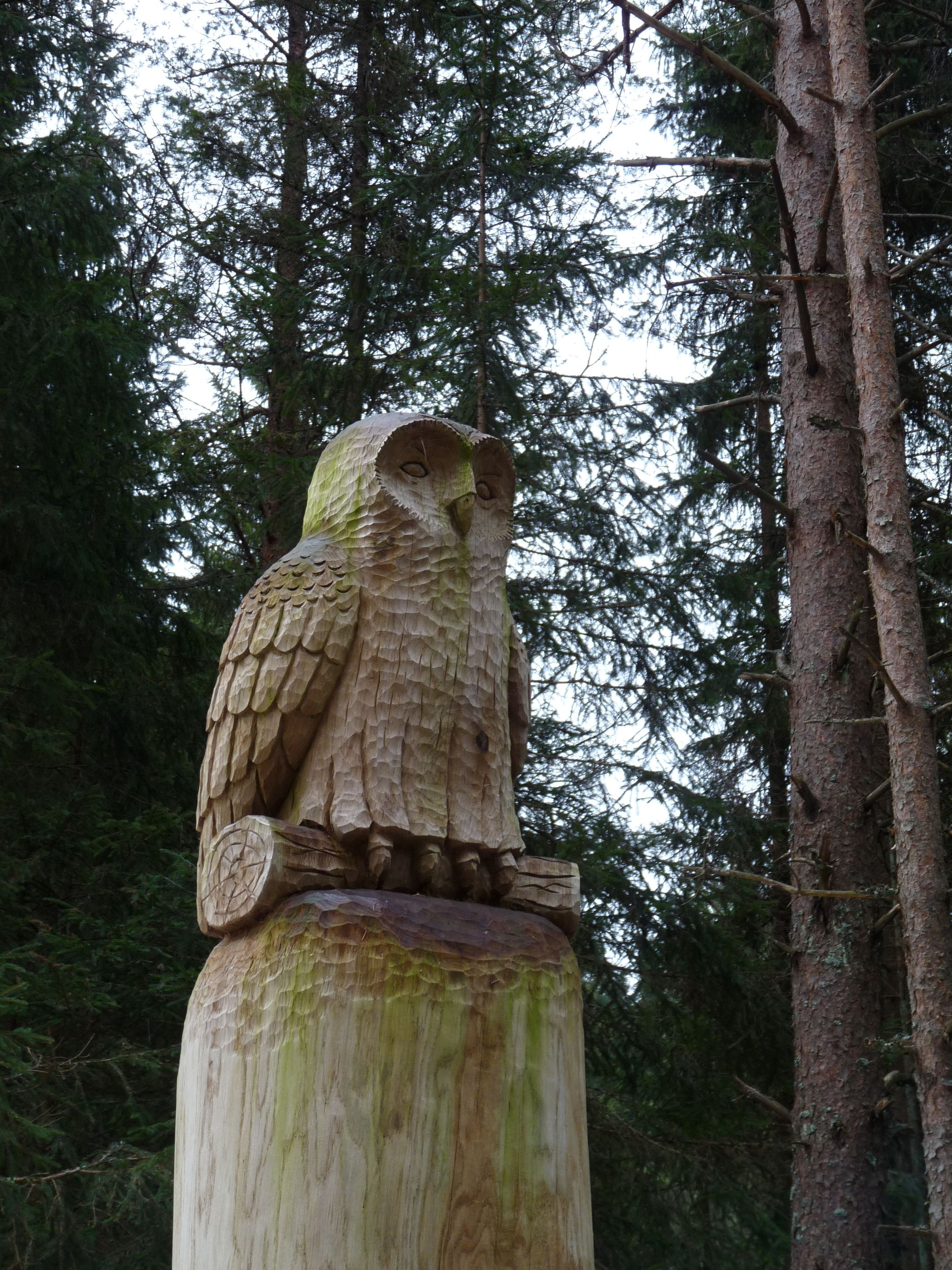
Symbolem stezky je puštík bělavý

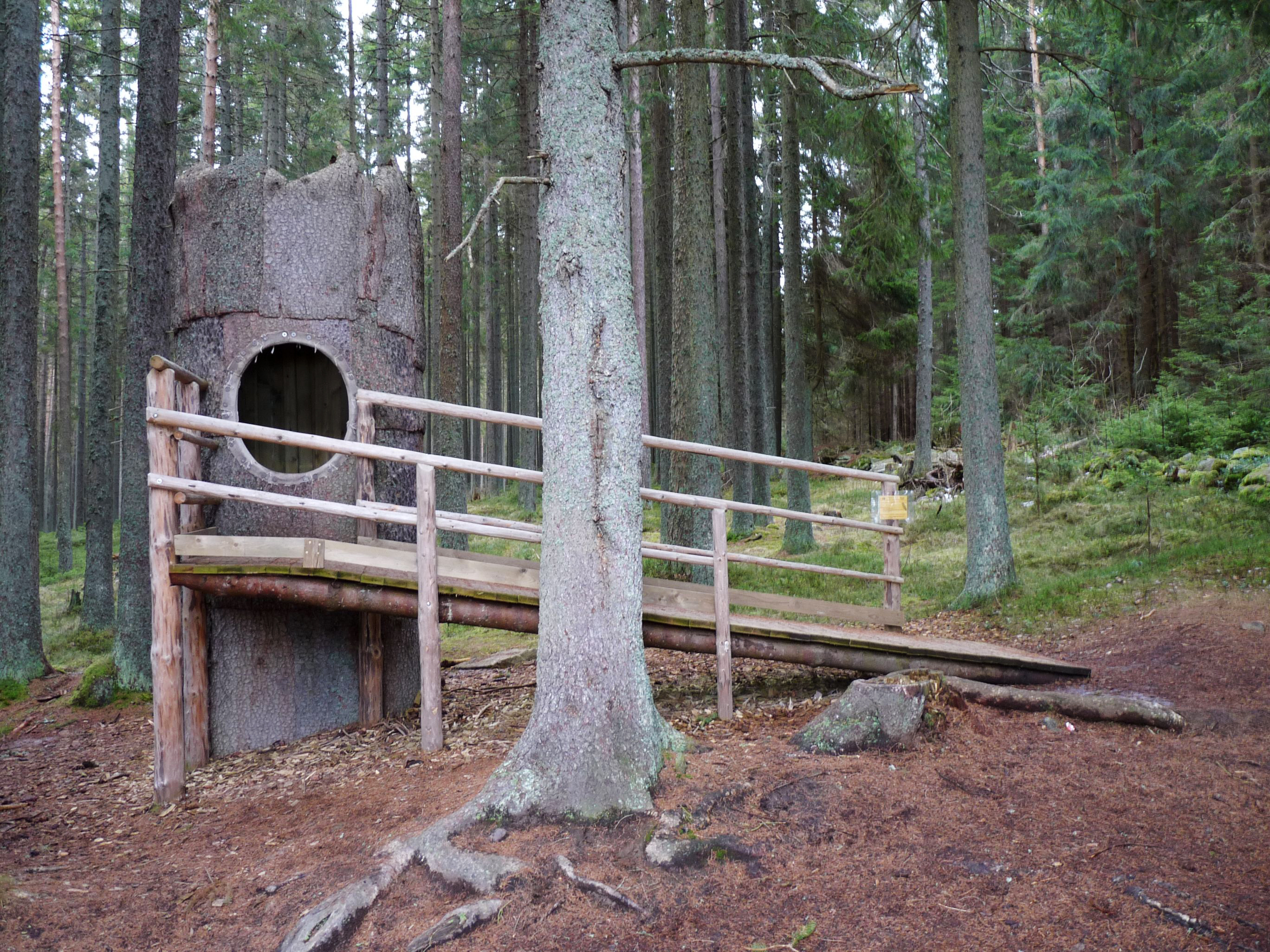
Hnízdo v dutině stromu

Areál lesních her, nazývaný také "Puštíkova stezka", je zážitkovou naučnou stezkou NP Šumava v blízkosti obce Stožec. Otevřena byla v roce 2012 v rámci společného projektu s národním parkem Bavorský les.

## Popis naučné stezky
Vlastní stezka začíná prvním zastavením přibližně 1 km severovýchodně od místního informačního střediska NPS, kde si návštěvníci mohou v letní turistické sezóně vyzvednout pracovní listy k jednotlivým zastavením. V zimním období není stezka oficiálně otevřená, nicméně projít ji je možné s rizikem, že některé výukové součásti mohou být kvůli nepříznivému počasí odstraněny. Celý okruh má délku 4,6 km.
Od střediska vede ke stezce asfaltová silnice, začátek i konec stezky pak označují tabule s pravidly pro návštěvníky, mapou areálu a informacemi o něm a dřevěná socha puštíka bělavého, jenž je symbolem celého areálu. Bílé čtvercové značky se zeleným pruhem a obrázkem této sovy umožňují snadnou orientaci během celé trasy.
Od prvního k poslednímu zastavení pak vede naučná stezka o délce 1,6 km po nezpevněných lesních cestách, jež návštěvníky pomocí infotabulí a aktivit seznamuje s rostlinnými i živočišnými společenstvy Šumavy. Průvodní texty jsou v češtině a němčině.
Podobný areál se nachází v u obce Spiegelau v Bavorsku.[nedostupný zdroj]

## Seznam zastavení NS Areálu lesních her
1. a 14. jsou vstupní a zároveň výstupní body stezky
2. Stromový telefon a xylofon
3. Hnízdo v dutině stromu
4. Zvuky lesa
5. Střecha nad hlavou
6. Dřevokazní brouci
7. Kdo žije v lese
8. Lesní tesaři
9. Koloběh života
10. Máme rádi šišky
11. Nový život
12. Chůdové kořeny
13. Někdo tudy šel